# Eugoa erkunun
Eugoa erkunun är en fjärilsart som beskrevs av George Francis Hampson 1900. Eugoa erkunun ingår i släktet Eugoa och familjen björnspinnare. Inga underarter finns listade i Catalogue of Life.